# مقاطعة مونتغومري (آيوا)
مقاطعة مونتغومري (بالإنجليزية: Montgomery County)‏ هي إحدى مقاطعات ولاية آيوا في الولايات المتحدة الأمريكية.

## أعلام
- فيرجينيا كريستين
- كلايد سيسنا فيرنون